# ساویلز
ساویلز (انگلیسی: Savills) شرکت املاک بریتانیایی است، که در سال ۱۸۵۵ تأسیس شد.